# Condado de Peñalba de Valenzuela
El condado de Peñalba de Valenzuela (hasta 1970 se denominaba condado de Peñalba) es un título nobiliario español creado por el rey Felipe IV, el 29 de julio de 1646, a favor de Carlos Juan de Torres y Verdugo, VII Alcaide perpetuo y hereditario del Palacio Real de Valencia, señor de Peñalba, Caballero de la Orden de Santiago, y Comendador de Museros de la Corona de Aragón.
Rehabilitado en 1970 a favor de Enrique de Valenzuela Elorz, con la actual denominación.
El actual titular, desde 2006, es Ildefonso-Enrique de Valenzuela Van Moock-Chaves, VIII conde de Peñalba de Valenzuela.

## Armas
En campo de plata, un león, de sable, armado y lampasado de gules, coronado de oro. Bordura cortada: 1º, componada de tres de sínople y tres de plata, aquellas con un castillo, de oro, y éstas con un león, de gules. 2º de plata, con seis toeles, de Azur.

## Condado de Peñalba de Valenzuela
| | Titular                                                     | Periodo                                                     |
| Creado en 1646 por el rey Felipe IV como Condado de Peñalba                                        | Creado en 1646 por el rey Felipe IV como Condado de Peñalba | Creado en 1646 por el rey Felipe IV como Condado de Peñalba |
| -------------------------------------------------------------------------------------------------- | ----------------------------------------------------------- | ----------------------------------------------------------- |
| I                                                                                                  | Carlos Juan de Torres y Verdugo                             | 1684-1679                                                   |
| II                                                                                                 | Luis Juan de Torres y Juan de Centellas                     | 1679-?                                                      |
| III                                                                                                | Carlos Juan de Torres y Mingot de Rocafull                  |                                                             |
| IV                                                                                                 | Luis Juan de Torres y Mingot de Rocafull                    |                                                             |
| V                                                                                                  | María Teresa Ferrer de Rocafull                             |                                                             |
| VI                                                                                                 | María Teresa Fernández de Córdoba y Ferrer de Próxita       |                                                             |
| Rehabilitado en 1970 por el Jefe del Estado Francisco Franco como Condado de Peñalba de Valenzuela |                                                             |                                                             |
| VII                                                                                                | Enrique de Valenzuela Elorz                                 | 1970-2006                                                   |
| VIII                                                                                               | Alfonso Enrique de Valenzuela van Moock-Chaves              | 2006-actualidad                                             |

## Historia de los condes de Peñalba de Valenzuela
- Carlos Juan de Torres y Verdugo (1601[?]-1679), I conde de Peñalba, VII Alcaide perpetuo y hereditario del Palacio Real de Valencia, Señor de Peñalba, Caballero de la Orden de Santiago, y Comendador de Museros de la Corona de Aragón.

Hijo primogénito varón de Francisco- uan de Torres y Exarch, y de su esposa Juana Verdugo y Mansfeld.
Le sucedió sobrino (hijo de su hermano Luis Juan de Torres y Verdugo (1603-1658), y de su esposa Ana María Juan de Centelles y Sanoguera):
- Luis Juan de Torres y Juan de Centellas, II conde de Peñalba.

1. Casó con Juana Manuela Mingot de Rocafull (hija de José Mingot, y de su esposa Margarita de Rocafull y Rocamora).

Le sucedió su hijo primogénito:
- Carlos Juan de Torres y Mingot de Rocafull (n. entre 1683  y 1687), III conde de Peñalba.

Aquejado de alguna minusvalía, le sucedió su hermano:
- Luis Juan de Torres y Mingot de Rocafull (n. post 1687), IV conde de Peñalba.

1. Casó con María Teresa Ferrer de Rocafull (1727-1809).

Sin descendencia.
Le sucedió, por disposición testamentaria, la marquesa viuda:
- María Teresa Ferrer de Rocafull (1727-1809), V condesa de Peñalba.

1. Casó en segundas nupcias con Vicente Fernández de Córdoba y Valderrama (1721-1797).

Le sucedió, su hija:
- María Teresa Fernández de Córdoba y Ferrer de Próxita (1764-1826), VI condesa de Peñalba.

1. Casó con José Luciano Baciero y de Bryas, (n. en 1743), XI barón de Petrés.

Con descendencia.
Rehabilitado el 20 de septiembre de 1970, con la actual denominación, a favor de:
- Enrique de Valenzuela Elorz (Zaragoza, 27 de agosto de 1927), VII conde de Peñalba de Valenzuela.

1. Casó con María de las Mercedes van Moock-Chaves y Guardiola, (n. 25 de agosto de 1927), VI condesa de Albercón y VI marquesa de Rivas del Jarama.

Le sucedió, el 1 de septiembre de 2006, su hijo:
- Ildefonso Enrique de Valenzuela van Moock-Chaves (Sevilla, 16 de febrero de 1960), VIII conde de Peñalba de Valenzuela, Caballero de la Real Maestranza de Sevilla y del Real Cuerpo de la Nobleza de Madrid; miembro de la Asociación de Hijosdalgos a Fuero de España.

1. Casó, el 19 de junio de 2004, con Rocío de Gaona Fraga-Iribarne (Madrid, 16 de junio de 1975), Dama del Real Cuerpo de la Nobleza de Madrid, y de la S.O.M. de Malta.

Actual titular.